# دوتسفلد
دوتسفلد (به آلمانی: Döttesfeld) یک شهر در آلمان است که در Neuwied واقع شده‌است. دوتسفلد ۶۵۷ نفر جمعیت دارد.